# Tuwia Gutman
Tuwia Gutman (zm. 5 lutego 1902 w Kielcach) – chasyd, zwolennik cadyka z Kocka. Przewodniczący kieleckiego sądu rabinackiego oraz pierwszy rabin Kielc. Ojciec Abele Rapoporta.